# Clubiona interjecta
Clubiona interjecta är en spindelart som beskrevs av Ludwig Carl Christian Koch 1879. Clubiona interjecta ingår i släktet Clubiona och familjen säckspindlar. Inga underarter finns listade i Catalogue of Life.